# Bud Hyde
Bud Hyde is een personage van de Amerikaanse televisieserie That '70s Show van Fox Networks, gespeeld door Robert Hays. Hij is de stiefvader van Steven Hyde, die een van de hoofdrolspelers is. Bud is getrouwd met Edna Hyde.

## Verschijning
Over Bud is relatief weinig bekend. Hij heeft namelijk maar aan twee afleveringen meegewerkt: Hyde's Christmas Rager en Hyde's Father. Bud heeft gewerkt als barman en is een alcoholist. Ook is bekend dat hij in de gevangenis heeft gezeten. Bud is een aantal jaren voordat de serie begon al bij Edna weggegaan, waarop zij een aantal jaren later ook vertrok. Steven bleef alleen achter, maar kon in het huis van de familie Forman wonen. Kitty en Red zijn de pleegouders van Steven geworden. In seizoen 4 vertelt Steven dat Edna en Bud weer samen zijn, en niets meer met hem te maken willen hebben.